# Las Vueltas
Las Vueltas es un distrito del municipio de Chalatenango Sur del Departamento de Chalatenango, El Salvador. Está limitado por los siguientes distritos: al norte por Ojos de Agua; al este por Las Flores; al sur por Chalatenango y al noroeste por Concepción Quezaltepeque. La extensión territorial del distrito es de 36,83 km². En 2024 la población del distrito era 1 609 habitantes. Para su administración, el distrito se divide en 6 cantones y 35 caseríos. 
| Censo | Población | Cambio | Porcentaje |
| ----- | --------- | ------ | ---------- |
| 2007  | 940       | N/D    | N/D        |
| 2024  | 1 609     | 669    | 71.2%      |

## Cantones y Caseríos
Conacaste:
- Conacaste,
- El Arrozalito,
- La Hondurita,
- Chilguaste,
- El Zurron,
- Los Jobos

El Sicahuite:
- El Sicahuite,
- El Cacao,
- El Potrero,
- Tierra Blanca,
- El Tablón

La Ceiba:
- La macarena
- El Caulote,
- Los Menjivar,
- El Limón

La Laguna Seca:
- La Laguna,
- El Picacho,
- Vallecito,
- La Quebrada,
- El Chorizo,
- Sitio El Amate,
- Sitio El Copinol

Los Naranjos:
- Los Naranjos,
- San Antonio,
- Plan del Barro,
- Los Amates

San José:	
- San José,
- El Cordoncillo,
- El Balcón,
- Tierra Blanca,
- San José El Amatillo,
- La Ceibita,
- El Descanso,
- El Portillo,
- El Roblar

### Observación de la división político administrativa
Según los habitantes los caseríos La Hondurita, Chilguaste y El Zurrón del cantón Conacaste, ya no existen, solo ha quedado el nombre, porque esos lugares están deshabitados. De igual manera se encuentran los caseríos El Cacao, Tierra Blanca y El Tablón en el cantón El Sicahuite.
En el caso del cantón la Laguna Seca, solo están habitados el caserío La Laguna y El Picacho, el resto de caseríos no están habitados.
Para el caso del cantón Los Naranjos, el caserío San Antonio y Los Amates también están deshabitados.
En el cantón San José, solo hay un caserío que se llama San José El Amatillo y en los caseríos El Balcón, Tierra Blanca, El Descanso y El Roblar no están habitados, tampoco aparece el caserío el Terrero y Talquezal o la Tejera.
Muchos de estos caseríos han dejado de estar habitados a causa de la guerra, si bien otros fueron deshabitados, pero se fueron repoblando una vez terminada el conflicto.

### Historia y nombres de cantones y caseríos
El Sicahuite se lo nombró así porque en ese lugar abundaban los árboles de sicahuite. En ese lugar también hay abundancia de agua fresca y otro tipo de árboles frutales y maderables.
El Conacaste se le nombró porque había un árbol de conacaste muy grande en la escuela.
Los Naranjos se le nombró así porque en ese lugar se cultivaban naranjales en abundancia.

## Religión
83% de la población de El Salvador se identifica como católica, y el otro 17% se identifica con otras religiones (CIA World Factbook). Pero en los últimos años la popularidad de catolicismo ha sido rebajando (USBDHRL) Hay bastante actividad de los protestantes, y El Salvador tiene una de las tasas más altas de protestantes en América Latina (Soltero y Saravia 2003:1). Sin duda la religión tiene un papel muy importante en la vida en muchas personas. Fiestas patronales y religiosos todavía son muy importantes y celebrados en casi todos los municipios del país, y casi todos los cantones tienen su propio santo en cuyos honor celebran la fiesta patronal. 

### Fiestas patronales
Casco urbano:
7 al 8 de diciembre, 
fiesta patronal en honor a la Virgen de Concepción; 
10 al 13 de octubre, 
aniversario de la Repoblación es una fiesta tradicional
El cantón Conacaste:
18 de diciembre, fiesta patronal en honor a la Virgen de los Remedios
El cantón Los Naranjos:	 
15 y 16 de julio,	
en honor a la Virgen del Carmen.
El cantón El Sicahuite: 
20 y 21 de junio, en honor de san Luís Gonzaga; 
13 de mayo, en honor a la Virgen de Lourdes
Cantón San José, caserío El Amatillo: 19 de marzo, en honor de san José de la Montaña.
Cantón La Ceiba, el 13 de junio: fiesta patronal en honor de san Antonio de Padua.

## Música
Antes el estilo de música que se escuchaba era la ranchera y valses. Entre los instrumentos que tocaban están: guitarra, violín, dulzaina, acordeón, marimba. Ahora esa música ya no se escucha.

### Danza y bailes tradicionales
Algunos de los bailes que se hacían antes están los Valses, La Raspa, Jarabe, Polea, Paso Doble o Macho Cargado, el Barreño. 

## Producción agrícola
En lo que respecta a la producción agrícola, lo que se cultiva es el maíz, el fríjol, el maicillo. Lo que se cultiva para el sustento familiar y en ocasiones de buena cosecha se vende pero es poco. También es difícil obtener un ingreso porque todos los insumos están caros. De las milpas se sacan melones reales, tecomates, pipianes, ayotes, etc. 

### Comida y bebida
La comida tradicional incluye frijoles, tortillas, carnes de animales domésticos, sopas, dulces, y semillas. Otros platos tradicionales incluyen: 
1. Una gran variedad de pupusas 
2. Tamales de chipilin
3. Sopa de chipilin
4. Sopas de mora de bledo, quelite (parecido al guate)
5. Ayote de helado
6. Atole reagrio con frutas,
7. Café de palo, maicillo, maíz, tortilla (Pusungo o Pinol)
8. Chicha de maíz, de piña, de caña, de maicillo, 
9. Agua dulce de maíz, de piña, de nance
10. Chilate: pimienta, maíz, jengibre.
La mayoría de los ingredientes que se usan para estas comidas y bebidas tradicionales, son naturales y se pueden encontrar o producir en la zona, además forman parte de la biodiversidad que en algunos casos esta amenaza o en peligro de extinción. Sin embargo, estos se está perdiendo, ahora la gente come más productos industriales con muchos químicos que afectan a la salud de la población.

## Sitios turísticos
- Río Sumpul entrado por el cantón El Conacaste
- El Volcán / El Conacaste y la Bola, se le conoce como El Hervidero hay agua caliente
- Sobre el río Tamulasco: varias pozas: la poza La Sirena, la poza de las Golondrinas, el Cajón

## Producción artesanal
- Se hacen hamacas
- Antes se hacían carretas de guachipilin para torcer la pita.
- Se hacen caites de copal, copalchillo
- Del bambú hay posibilidades porque se pueden hacer canastos, hay gente que los puede hacer, pero que carece de los recursos y capacitaciones necesarias.
- Se hacen matates, atarrayas, cebaderas o chulas. alforjas, arganillas, bolsones.

## Sitios arqueológicos
- En El Sicahuite hay arte rupestre y material arqueológico.
- En Plan de Barro hay arte rupestre.

NOTA: La información que no tiene otra cita es extraído de Martínez Alas et. al. "Diagnóstico Cultural Municipio de Las Vueltas, 2005." Usado con el permiso de la Unidad Técnica Intermunicipal de La Mancomunidad la Montañona, quienes comisionaron el informe.

## Hermanamiento
- Canadá Windsor (1987)[2]